# تانيا شارما
تانيا شارما (بالإنجليزية: Tanya Sharma)‏ هي ممثلة هندية، ولدت في 27 سبتمبر 1995.

## أعمال

### أفلام
- بعد الزفاف[4]

## وصلات خارجية
- تانيا شارما على موقع IMDb (الإنجليزية)
- تانيا شارما على موقع IMDb (الإنجليزية)
- تانيا شارما على موقع قاعدة بيانات الأفلام السويدية (السويدية)
- تانيا شارما على موقع كينوبويسك (الروسية)